# Гунайка Первая
Гунайка Первая — село в Туапсинском районе Краснодарского края. Входит в состав Октябрьского сельского поселения.

## География
Село расположено на реке Гунайка, протекающей по северному склону хребта Каратянский Семашхо, в 5 км от посёлка Октябрьский, в 3 км от села Гунайка Четвертая и в 52 км от города Туапсе. 

## История
На карте Военно-Топографического управления, изданной в 1905 году, на месте хутора Первая Гунайка отмечен безымянный хутор.
На 26 января 1923 года село Первая Гунайка зарегистрировано в составе Хадыженской волости Майкопского отдела Кубано-Черноморской области.
На 1 января 1987 года в селе Первая Гунайка проживало 25 человек.
По данным ЦСУ на 1 января 1999 года в селе Первая Гунайка проживало 16 человек. 

## Население
| 1999 | 2002 | 2010 |
| ---- | ---- | ---- |
| 16   | ↘6   | ↗13  |

## Улицы
- ул. Дорожная
- ул. Родниковая.